# 矢沢のヤナ
矢沢のヤナ（やざわのヤナ）は、栃木県那須烏山市にある観光やなである。滝田大橋のたもとの那珂川に設置された簗で簗漁が行われている。ヤナは7月から10月末日までの設営だが、店舗は4月末から営業している。那珂川を見ながら、鮎やうなぎ、ナマズなどの川魚料理が味わえる他、魚が苦手な方には鳥のカラ揚げやエビフライなど多種多様な料理が取り揃えてある。また、自分で炭火を使って、鮎を焼ける席も用意されていて名物の鮎の焼きおにぎりも自分で焼いて味わえる。ヤナの上には生簀があり、鮎や鰻、鯰や蟹、鯉の他、秋には鮭も見ることができる。
※2018年現在、那須烏山市でヤナを設置しているのは矢沢のヤナだけである。その他は設名にヤナと書いてあってもヤナは設置していない。
- 観光ヤナで「ヤナ体験無料」と書いてあるが、これは食事をしていただいた方に対してであって、ヤナ体験のみは行っていない。

- 8月から10月末の間の毎週火曜日は漁業組合の規定により禁漁になっていてヤナ体験は出来ない。

- 天候や川の状況により体験できない場合がある。